# Joana Casals i Baltà
Joana Casals i Baltà (Barcelona, 1903 - Barcelona, 28 d'abril de 1997) va ser una professora i pedagoga catalana.
Després de formar-se al col·legi Catalunya i estudiar alguns cursos de piano, feu estudis i es graduà a la Facultat de Ciències, en l'especialitat de Química. El director de l'Escola de Bibliotecàries Lluís Segalà i Estalella la va proposar pel càrrec de secretària de l'Escola, després de la mort de l'anterior secretària, Petronel·la Tuca Alsina. Des d'aquesta responsabilitat va tenir un paper destacat en el funcionament del centre. Posteriorment, el 1939, a instància del professor Jordi Rubió, es posà en contacte amb Carme Serrallonga i Calafell que acabava d'obrir, juntament amb altres professors de l'Institut-Escola de la Generalitat de Catalunya, l'Escola Isabel de Villena. Des d'aquella data i fins a la seva jubilació, va exercir de professora a aquesta Escola, especialment com a professora de matemàtiques, i arribà a convertir-se en un dels puntals del centre. Els seus diaris sobre l'activitat de l'Escola de Bibliotecàries, representen també un testimoni viu i directe de la vida a la rereguarda durant la Guerra Civil Espanyola.